# Museu Petrie
El Museu Petrie d'Arqueologia Egípcia (en anglès, i oficialment Petrie Museum of Egyptian Archaeology), ubicat a Londres, és un museu universitari anglès depenent del departament d'arqueologia egípcia i filologia del University College de Londres (UCL). El museu conté més de 80,000 objectes i se situa entre les col·leccions mundials més importants de materials de l'Antic Egipte i del Sudan. Només es troba pel darrere de les col·leccions del Museu del Caire, Museu Britànic i el Museu Egipci de Berlín, en nombre de qualitat de les peces que s'hi exposen.

## Història
El museu va ser establert com un recurs didàctic per al Departament d'Arqueologia Egípcia i Filologia del University College, al mateix temps que es creava el departament el 1892. La primera col·lecció va ser donada per l'escriptora Amelia Edwards El primer professor de la Càtedra Edwards, William Flinders Petrie dirigí moltes excavacions importants, i el 1913 va vendre les seves col·leccions d'antiguitats egípcies a la Universitat, la qual cosa convertí el museu en una de les principals col·leccions de fora d'Egipte. Petrie va excavar desenes de llocs importants en el curs de la seva carrera, inclosos cementiris de l'època romana a Hawara, famosos pels bells retrats de mòmies en estil romà clàssic;Al-Amārna, la ciutat del faraó Akhenaton, conegut com el primer rei que va creure en un únic Déu, i la primera veritable piràmide, a Meidum, on va descobrir algunes de les primeres proves de momificació.

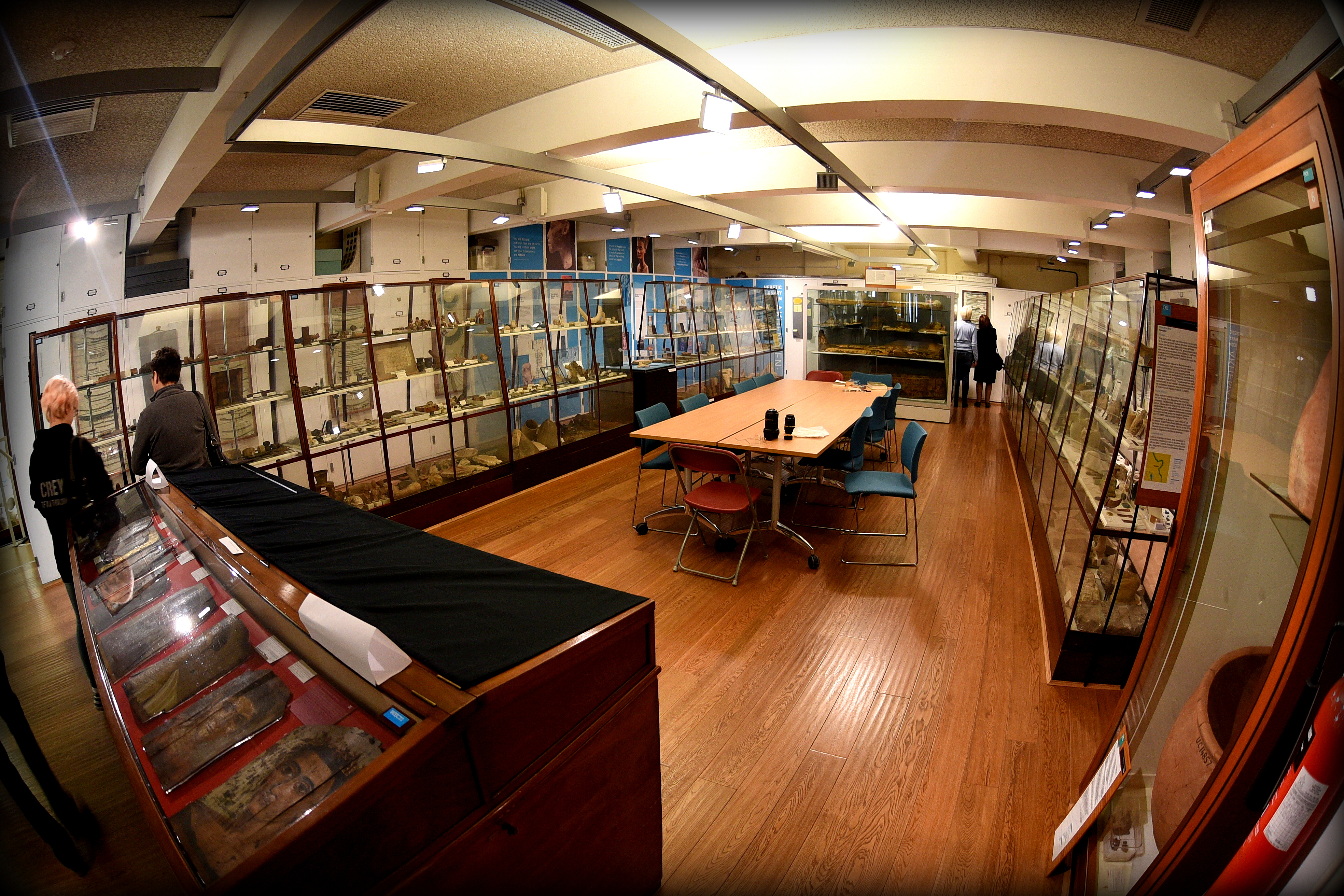
Una de les sales del museu.. Els anomenats "retrats de mòmia" es veuen a l'esquerra, dins de la vitrina.

La col·lecció i la biblioteca estaven disposades en galeries dins de la universitat i es va publicar una guia el 1915. Inicialment, els visitants de la col·lecció eren estudiants i acadèmics: llavors no estava obert al públic en general. Petrie es va retirar de l'UCL el 1933, tot i que els seus successors van continuar afegint objectes a les col·leccions, i van excavar en altres parts d'Egipte i el Sudan. Durant la Segona Guerra Mundial (1939-1945) la col·lecció es va empaquetar i es va traslladar a Londres per a la seva custòdia. A principis de 1950 es va traslladar a un antic estable, on roman al costat de la biblioteca de ciències de l'UCL.
Avui en dia la col·lecció ja no es pot incrementar fàcilment, ja que els objectes procedents d'Egipte i Sudan no poden ser exportats legalment, però, amb tot i això, en el seu fons s'hi troben uns 80.000 objectes. Hi ha un catàleg accessible gràcies a una subvenció del govern. La universitat està treballant actualment per crear una nova seu que aculli el Museu Petrie i serveixi també com a entrada pública a la universitat. Aquest edifici, que serà anomenat el Panopticon, tindrà també espais per a exposicions temporals, sales de conferències, sala de lectura, una zona per exhibir llibres i manuscrits, i una cafeteria. Tres plantes seran destinades al Museu Petrie, i la col·lecció estarà, per primera vegada, en exhibició pública permanent.

## Col·leccions
La col·lecció està plena de 'primícies': Una de les primeres peces de lli d'Egipte (al voltant de 5000 aC), dos lleons del temple de Min a Coptos, del primer grup de l'escultura monumental (aproximadament 3000 aC) (aquests es troben a l'edifici principal de l'UCL), un fragment de la primera llista de reis o calendari (aproximadament 2900 aC), el primer exemple de metalls d'Egipte, les primeres boles de ferro treballades, el primer exemple de vidre, el "segell del cilindre 'abans a Egipte (al voltant de 3500 aC), els testaments més antics de paper de papir, el papir ginecològic més antic, els únics papirs veterinaris de l'antic Egipte, i el dibuix arquitectònic més gran, que mostra un santuari (al voltant de 1300 aC).
El vestit és un altre punt fort de la col·lecció. A més del 'vestit més antic', també s'exposa un únic "vestit de granadura" d'una ballarina de l'Era de les Piràmides (al voltant de 2400 aC), dues bates de màniga llarga de la mateixa data, una armadura del palau de Memfis, així com els mitjons i les sandàlies de l'època romana. La col·lecció conté obres d'art de la ciutat d'Akhenaton a Amarna:. Rajoles de colors, talles i frescos, de molts altres importants assentaments d'Egipte i Núbia i llocs d'enterrament El museu alberga la major col·lecció del món de l'època romana de retrats de mòmies (del primer al segon segle dC)
La col·lecció també inclou material dels períodes copte i islàmic.
La col·lecció ha estat digitalitzada i el catàleg pot ser consultat en línia aquí Arxivat 2017-12-28 a Wayback Machine..

## Visitar el museu
El Museu està ubicat a la Plaça de Malet, prop de la biblioteca de ciències de l'UCL i Gower Street Hi ha una petita botiga de regals. Algunes parts de la col·lecció no estan disponibles (per motius de conservació) i se subministren llums per veure-hi a dins de les caixes.
El museu està obert de dimarts a dissabte, d'1 a 5 de la tarda, cada setmana, i l'entrada és gratuïta. El museu en si es divideix en tres galeries. A la tercera i última s'accedeix a través i al llarg d'una escala. La galeria principal (ubicat per sobre de les antigues cavallerisses) conté molts dels artefactes petits del museu, així com tauletes d'escriptura i retrats de mòmies. La primera galeria conté principalment ceràmica.